# Rjúkjú-szigetek
A Rjúkjú-szigetek (琉球諸島; Hepburn: Ryūkyū-shotō), amely Nanszei-szigetek (南西諸島; Hepburn: Nansei-shotō) néven is ismert, egy szigetcsoport a Csendes-óceán nyugati részén, a Kelet-kínai-tengeren, a szintén Japán részét képező Kjúsú szigetétől délnyugatra, Tajvantól 120 kilométerre északkeletre. A szigetcsoport 161 szigetből áll, amelyből 44 lakott és 117 lakatlan, legnagyobb tagja Okinava. Északi szigetei közigazgatásilag a Kagosima prefektúra részét képezik, míg a déliek az Okinava prefektúrához tartoznak. A szigetcsoporthoz tartozik Joron szigete is, amely Japán legnyugatibb lakott pontja.
A szigetek klímája szubtrópusi, az évi átlaghőmérséklet 22,5 fok, így igen kedvelt turistacélpont. A szigetcsoport 1879-ig önállóságot élvezett, ekkor a Rjúkjúi Királyság volt a szigetet irányító állam. 1372-ben vált Kína, majd 1609-ben Japán hűbéresévé az állam. 1609-ben a hódító japán szamurájok megtiltották a helyi lakosoknak a fegyverviselést. Erre válaszul dolgoztak ki egy fegyver nélküli küzdőtechnikát, amely karate néven vált ismertté. A szigetcsoport 1872-ben vált Japán részévé, majd 7 év múlva a királyságot megszüntették, és megszervezték helyén az Okinava prefektúrát. Ezután erőteljes japánosítás indult el a szigeten, aminek az 1945-ben itt zajlott véres okinavai csata vetett véget. A japán vereség után a sziget amerikai megszállás alá került, és az 1951-es békeszerződés amerikai gyámság alá helyezte. A szigetek 1972-ben tértek vissza Japánhoz, ám azóta is sok amerikai bázis található rajta.

## Elnevezése
A japán nyelvben a Rjúkjú-sotó (琉球諸島; Hepburn: Ryūkyū Shotō) jelentése eltér a magyar Rjúkjú-szigetekétől, ugyanis előbbi csupán az Okinava prefektúrában található szigeteket, vagyis csupán a szigetcsoport déli tagjait jelöli. A Rjúkjú szót gyakran cserélik fel az Okinavával, mintegy szinonimaként kezelve a kettőt. A területre való utaláskor a Nanszei-szigetekre gyakran alkalmazzák az Amami–Okinava régió (奄美・沖縄地方; Amami-Okinava Csihó; Hepburn: Amami-Okinawa Chihō) vagy ehhez hasonló megnevezéseket is.

## Történelem

### Őstörténet
Nem tudni pontosan, hogy a szigeteken mikor jelent meg először ember, ám a legkorábbi csontok 32 000 évvel ezelőttre datálhatóak, de találtak 26 000 és 18 000 éves csontokat is. Ezen emberek származása mindmáig vitatott. Az egyik elmélet szerint Kínából érkeztek őseik a területre, és csak később keveredtek más népcsoportokkal, például a japánokkal. Egy másik elmélet úgy tartja, hogy a sok közös genetikai vonás alapján a rjúkjúi lakosok ősei Japánból keltek át a szigetekre.

### A független Rjúkjú
A szigeteket először a kínai Szung-dinasztia 7. század eleji irataiban említik meg. Némely vélemények szerint a Liucsiu név ezeket a szigeteket takarja, mások szerint a Penghu-szigeteket és Tajvant, azonban mindmáig nem sikerült megfejteni, pontosan melyiket jelentheti. Az első jelentősebb államok a 12. században kezdtek szerveződni Okinava szigetén, amely egészen 1429-ig három királyság igazgatása alatt állt. Ezek mindegyikének az élén egy király állt, és külön nemességgel, földesurakkal (adzsi) rendelkeztek. A 12. század végén kezdtek a királyok várakat (guszuku) építeni, ami miatt egyik fél sem tudott a többi fölé kerekedni. A középső Csúzan rendelkezett a legjobb termőföldekkel és kikötőkkel, tőle délre feküdt a szintén jó adottsággal, ám legkisebb területtel rendelkező Nanzan, északon, a hegyekkel és erdőkkel borított területen pedig Hokuzan.
Csúzan 1372-ben vált a kínai Ming-dinasztia vazallusává, aminek köszönhetően a terület fejlődésnek indult. Végül ennek királya, Só Hasi egyesítette a három királyságot egy állammá 1429-ben, és létrehozta a Rjúkjúi Királyságot. Az 1477-től 1526-ig uralkodó Só Sin jelentős intézkedéseket hozott meg uralkodása alatt, amelyet sokan a Rjúkjú-szigetek egyik aranykorának tartanak. A szigeten már a 15. században ismertek voltak a lőfegyverek, amelyek 1466-ban innen kerültek át Japánba, ám több régészeti lelet is azt bizonyítja, hogy a lőfegyvereket már ez előtt is ismerték Okinaván.

### Japán uralom
1609-ben Simazu Tadacune, Szacuma tartomány vezetője 13 dzsunkával és 2500 szamurájjal érkezett a szigetre, megszerezve a fennhatóságot a királyság felett. A helyi lakosok igen kis ellenállást tanúsítottak, mivel nem rendelkeztek számottevő katonai erővel, ráadásul királyuk, Só Nei megparancsolta nekik, hogy ne áldozzák fel feleslegesen életüket. Ezután Rjúkjú királyai nemcsak a kínai császárnak, de a japán sógunnak is adót fizettek. 1655-ben az Edo-bakufu jóváhagyta a királyság kínai hűbérfizetését, a kínaiakkal fennálló hűbéri viszonyt csupán 1874-ben szüntették meg.
1872. március 11-én Japán szoros ellenőrzés alá vonta a szigeteket, amivel megsértette a kínai érdekeket. A területet kezdetben a külügyminisztérium irányította, ám 1875-től már a belügyminisztérium igazgatása alatt állt. A tényleges annexióra 1879-ben került sor, amikor a Rjúkjú-szigeteket Okinava prefektúrává szervezték át, az utolsó királyt, Só Tait Tokióba kényszerítették, ahol nemesi címet kapott. A Kínát irányító Csing-dinasztia jó ideig nem kívánta ezt elfogadni, azonban az első kínai–japán háborút lezáró 1895-ös simonoszeki békében lemondott a szigetcsoport iránti minden követelésről.
A japánok itt is japánosításba fogtak, így betiltották a helyi nyelv használatát, a saját történelem tanítását és a kultúra gyakorlását. Kormányzó, hivatalnok, iskolaigazgató és tanár csak japán származású lehetett, aki az anyaszigetekről költözött ide. Betiltották a tradicionális rjúkjúi öltözékeket és hajviseletet, és a lakosságnak japán mintára kellett öltözködnie. 1937-ben kötelezővé tették számukra, hogy nevüket is japánosítsák a könnyebb érthetőség miatt. Ugyanebben az évben kiiktatták a rjúkjúi zenét és táncokat az iskolai oktatásból, majd 1942-ben a japánokból álló rendőrség be is tiltotta ezeket a helyi színdarabokkal és operákkal együtt.
A második világháború végén, 1945-ben itt került sor az okinavai csatára, amely 200 000 japán és rjúkjúi életét követelte, ennek mintegy fele civil volt. A szövetségesek számára a sziget Japánhoz való közelsége jelentette a fő előnyt, hiszen nem csak flottájuk használhatta, de légierejük is jóval kevesebb üzemanyag felhasználásával bombázhatta Japánt. A szigeten folyó japán ellenállásnak már nem volt igazi értelme, hiszen a háború már elveszett az ország számára, így a hadvezetés csupán becsülete mentéséért, illetve a szövetséges előrenyomulás lassításáért áldozta fel a szigetet.

### A második világháború után
Ezután a terület amerikai megszállás alá került, amelyet az 1951-es San Franciscó-i béke hagyott jóvá, amerikai gyámság alá helyezve a Rjúkjú-szigeteket, mely egészen 1972-ig tartott, és csupán ekkor adták vissza azt Japánnak. Azonban mind a mai napig számos amerikai bázis található itt, amelyek a szigetcsoport több mint 10%-át (Okinava 18%-át) foglalják el. Az amerikai jelenlét első napjai óta sok összetűzésre került sor az amerikaiak és a helyi lakosság között, az amerikaiak által elkövetett bűncselekmények, a balesetek, a zaj és a környezetszennyezés miatt. A leghírhedtebb ilyen eset egy 12 éves lány három amerikai katona általi megerőszakolása volt 1995-ben. A legtöbb helyi lakos a bázisok megszüntetésének pártján áll, amelyért több tüntetést is rendeztek már. Ezek közül volt olyan, amelyen 100 000-nél is több ember vett részt. A japán kormány azonban rendre megakadályozta ezeket a törekvéseket, mivel az amerikai katonai jelenlétet a legtávolabbi, legkevésbé befolyásos és legszegényebb prefektúrára akarta korlátozni, ám 2006-tól helyi nyomásra megkezdték a bázisok áttelepítését. 2014. november 16-án Onaga Takesi, az amerikai jelenlét ellenzője nagy fölénnyel győzte le a Liberális Demokrata Párt által támogatott Nakaima Hirokazut.

## Földrajz

### Geológia

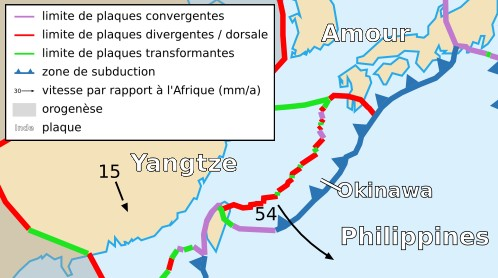
A szigetcsoport tektonikai térképe

A Rjúkjú-szigetek 1200 kilométer hosszan terül el Tajvan és Kjúsú között. A szigetcsoport a Rjúkjú-lemezen található, és mellette húzódik a Rjúkjú-árok, amely 2250 kilométer hosszú, végpontja 1657 kilométerrel délnyugatra van Tokiótól. Legmélyebb része 7507 méterrel a vízfelszín alatt található, összterülete pedig eléri a 135 000 négyzetkilométert. Szintén a közelében található a Rjúkjú vulkáni ív, amely 70 kilométer szélességű Kjúsú déli része és Okinava nyugati része között, ettől délre pedig egyre jobban vékonyodik.
A szigetcsoport geomorfológiailag és geológiailag három részre oszlik: északi, központi és déli Rjúkjú. Ez a három térség három önálló mikrolemez az Okinava-árok, a Rjúkjú-hátság és a Rjúkjú-árok mentén. Ebből az első kettő egymáshoz jobban hasonló, a Délnyugat-Japán melletti külső szubdukciós zóna folytatása mellett helyezkedik el. A szigetek üledékei a mezozoikumból és az eocénből származnak, ez után emelkedtek ki a tengerből, de a felső miocén során újra elöntötte őket a tenger. A déli Rjúkjú ezzel szemben túlnyomórészt metamorf kőzetekből áll, amelyek regionális metamorfózis során nagyon magas stressznyomás mellett jöttek létre. E déli szegmensben az eocén kori kiemelkedést egyidős vulkanizmus mutatja. Az alsó miocénben újra tengeri üledékek – mészkő és homokkő – képződtek.
A déli szegmensben Rjúkjú vulkáni ív délről szegélyezi az Okinava-árok és az Okinava vulkáni ív térségét, majd a tajvani kompressziós övben folytatódik. A geológiai és strukturális ellentétek a két térség között feltűnően nagyok a miocénig. A felső miocénben az egész térségben egyöntetű transzgresszió következett és a szigetív csak a pliocéntől kezdett emelkedni. A paleogén után gránitos diapir zónák kísérik a vulkanizmust. A Rjúkjú-ív 100–120 kilométerre Tajvantól keletre ér véget.

### Főbb szigetek

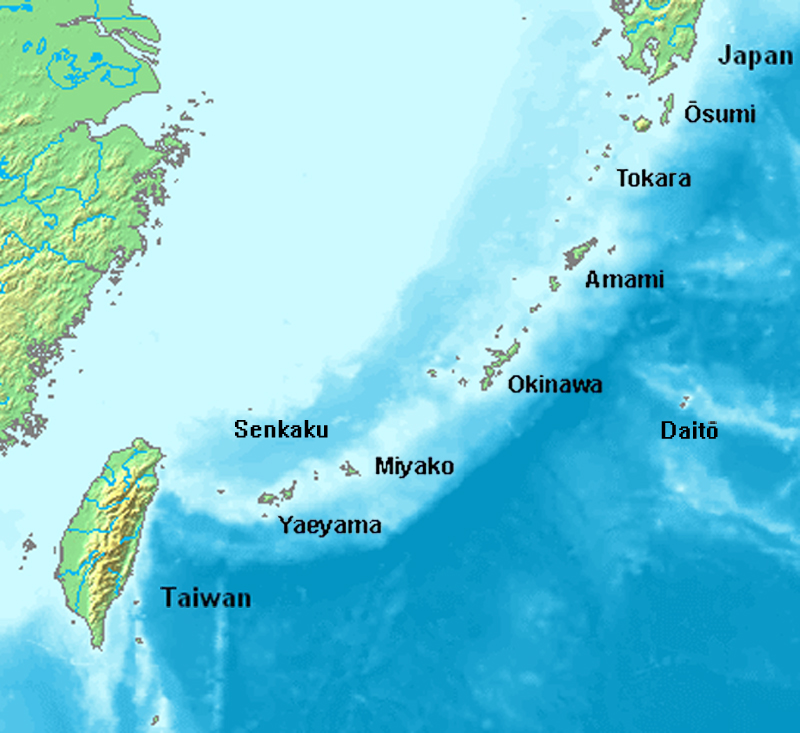
A Rjúkjú-szigetek főbb szigetei

- Szacunan-szigetek (Kagosima prefektúra igazgatása alatt)
  - Ószumi-szigetek
    - Északkeleti-csoport: Tanegasima, Jakusima, Kucsinoerabudzsima, Magesima
    - Északnyugati-csoport: Takesima, Iódzsima, Kuroshima

  - Tokara-szigetek: Kucsinosima, Nakanosima, Gadzsadzsima, Szuvanoszedzsima, Akuszekidzsima, Tairadzsima, Kodakaradzsima, Takaradzsima
  - Amami-szigetek: Amami Ósima, Kikaigasima, Kakeromadzsima, Jorosima, Ukesima, Tokunosima, Okinoerabudzsima, Jorondzsima
- Rjúkjú-sotó (Okinava prefektúra igazgatása alatt)
  - Okinava-szigetek: Okinava, Kumedzsima, Ihejadzsima, Izenadzsima, Agunidzsima, Iedzsima, Ivo Tori Sima
    - Kerama-szigetek: Tokasikidzsima, Zamamidzsima, Akadzsima, Gerumadzsima
    - Daitó-szigetek: Kita daitó, Minami daitó, Oki daitó

  - Szakisima-szigetek:
    - Mijako-szigetek: Mijakodzsima, Ikema, Ógami, Irabu, Shimodzsi, Kurima, Minna, Tarama
    - Jaejama-szigetek: Iriomote, Isigaki, Taketomi, Kohama, Kurosima, Araguszuku, Hatoma, Jubudzsima, Hateruma, Jonaguni
    - Szenkaku-szigetek (Kína és Tajvan magáénak követeli): Uocuridzsima, Kuba Dzsima, Taisó Dzsima, Kita Kodzsima, Minami Kodzsima

### Városok
Az Okinava prefektúra területén 11 város található, és Kagosima prefektúra további két városa van még a tágabb értelemben vett Rjúkjú-szigetek területén. Zárójelben az adott település rjúkjúi neve található.
- Amami (Kagosima prefektúra)
- Nisinoomote (Kagosima prefektúra)
- Ginovan (Jinoon)
- Isigaki (Ishigachi)
- Itoman (Ichuman)
- Mijakodzsima (Naaku)
- Nago (Nagu)
- Naha (Naafa) (főváros)
- Nandzsó (Nanjoo)
- Okinava (Uchinaa) (korábban Koza)
- Tomiguszuku (Timigushiku)
- Uraszoe (Urashii)
- Uruma (Uruma)

## Népesség

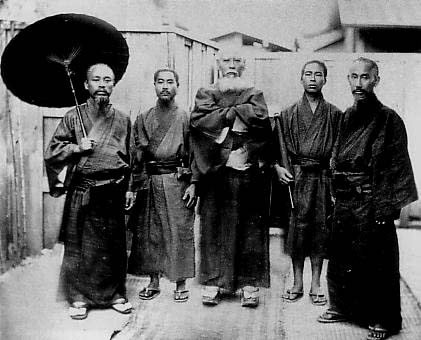
Rjúkjúiak tradicionális öltözékben a Meidzsi-kor idején (1868–1912)

A szigeti lakóinak legnagyobb részek rjúkjúi, akik genetikailag nem térnek el nagy mértékben a japánoktól. Az általuk beszélt rjúkjúi nyelvek is közeli rokonságban állnak a japán nyelvvel. A nyelvet még ma is több mint 1 millióan beszélik, főleg az idősebb korosztályból, a sziget legtöbb lakója azonban már a japánt használja elsődlegesen. A helyi lakosság identitása mind a mai napig nem teljesen biztos, sok változáson ment át a történelem során. A Meidzsi-korban a legtöbben Rjúkjú lakosaiként gondoltak magukra, a Sóva-kor elején azonban már Japán Okinava prefektúrájának lakosainak tekintették magukat. Az amerikai bevonulás után a lakosságot különálló etnikumként kezelték, ennek ellenére egyre jobban nőtt a helyiekben a Japánhoz való csatlakozás népszerűsége. Mára egyfajta kettős identitás kezd kialakulni, így sokan egyszerre vallják magukat japánnak és okinavainak is.
A japán kormány (az ainuk és a koreaiakkal ellentétben) mind a mai napig nem hajlandó a rjúkjúiakat önálló népnek, illetve nemzeti kisebbségnek elismerni, habár az ENSZ különmegbízottja 2006-os jelentésében az itteni lakosokat nemzeti kisebbségként írta le. A különféle helyi politikai szervezetek sem küzdenek ezért, mivel legnagyobb részük az amerikai bázisok ügyével foglalkozik a legelső helyen. A rjúkjúiak legnagyobb csoportja az okinavaiak, akik közül 1998-ban 1,3 millió élt az Okinava prefektúra területén (90%-uk Okinava szigetén), 300 000-en egyéb japán területeken, illetve ugyanennyien a tengerentúlon.
A népességben nem csak rjúkjúi és japán származásúak vannak, de sokan rendelkeznek han kínai ősökkel is, ugyanis 1392-ben a kínai császár 36 fucsieni kínai családot telepített a szigetre, hogy segédkezzenek a Kína és a Rjúkjúi Királyság között folytatott kereskedelemben.
A rjúkjúiak nemcsak a világ legnagyobb várható élettartamával rendelkeznek (1996-ban 81,2 év), de sokkal kevesebben betegednek meg közülük, és hosszabb ideig el tudják kerülni a korral együtt járó betegségeket is. Az idősek közül jóval kevesebben halnak meg agyvérzésben vagy rákban, mint a világ többi részén élő hasonló korúak. A néphagyomány úgy tartja, hogy az itteni ételek hosszabbítják meg ennyire a helyiek életét.

## Kultúra

### Nyelvek

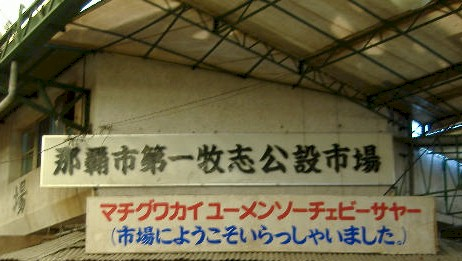
Japán (kék) és rjúkjúi (piros) nyelvű felirat Naha egyik piacán

A rjúkjúi nyelvcsalád a japán nyelvvel áll rokonságban, amelytől a 7. század környékén, az első írásos japán nyelvemlékek megjelenése előtt válhatott külön. A nyelvet a 19. századi annexió után sokáig a japán nyelv egyik nyelvjárásaként kezelték csupán, és Basil Hall Chamberlain volt 1895-ben az első nyelvész, aki megvizsgálta azt. Habár a két nyelv gyökerei közösek, beszélői igen nehezen értik meg egymást. A nyelvcsaládon belül öt nyelvet különböztetünk meg, amelyek: az okinavai, az amami, a mijako, a jaejama és a jonaguni. Ezek között a nyelvek között igen jelentős tipológiai különbségek találhatóak. Ezen felül az okinavai kutatók fonológiai szempontból mintegy 800 helyi nyelvváltozatot találtak. Hattori Siró japán nyelvész az 1950-es években összegyűjtötte a rokon szavakat a szótárakban. Az eredmény szerint az okinavai nyelv szavai 66%-ban rokonok a japánnal, míg a jaejama nyelvvel csupán 59%-ban.
A rjúkjúi nyelveket mintegy 1 millió ember beszéli, ám legnagyobb részük az idősebb korosztály tagja. A fiatalabbak az okinavai japán nyelvet beszélik, amely a sztenderd japán akcentusos helyi változata. A 20 éven aluliak legnagyobb része már ezt a nyelvet használja, és gyakran nem is ismeri a rjúkjúi nyelvek egyikét sem. A 20 és ötven év közöttiek még értik ezeket a nyelveket, ám főleg ők is csak japánul beszélnek, míg az ötven felettiek szinte kizárólag a rjúkjúi nyelveken.

### Vallás

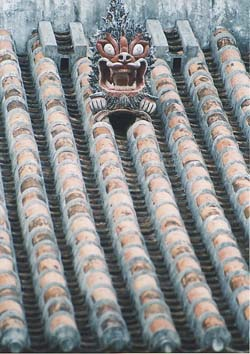
Sisza szobor egy ház tetején

A rjúkjúi vallás animista és sámánista gyökerekkel rendelkezik, amelyre később nagy hatást gyakorolt több vallás is, így a buddhizmus, a taoizmus, a konfucianizmus és a sintó. A sámánok csak nők lehettek, és isteneik között is sok nő található, így a főistenség, az otthon és a tűz istennője is az. A főistenség tiszteletét Okinaván mindig a család legidősebb női tagja végezi el. Napjainkban, ha egy családnak van is sintó szentélye vagy buddhista bucudanja, először mindig az otthon istennőjének szertartását végzik el. Az ősi vallásban a természetet és az állatokat is isteniként tisztelték, így a védelmező isten, Kinmamon egy kígyó. A Rjúkjú-szigeteki vallást gyakran nevezik kosintónak is, amelynek jelentése „az ősi istenek útja”. Az ősi vallást Japánban a sintó kezdetleges változatának tartják.
A sintó az 1600-as években fejtett ki nagy hatást az itteni vallásra. 1600-ban Taicsú Sónin buddhista pap utazott a szigetekre, ahol három év után megírta a Rjúkjú Sintóki című művét. A rjóbu sintó gyakorolta a legnagyobb hatást, aminek köszönhetően ekkor jött létre az első nyolc szentély a szigeten, amelyek közül hetet a királyi udvar is támogatott, és papjait ő nevezte ki. A japán annexió után, 1890-ben a Naminóe szentély megkapta a kanpei sósa rangot, amely 3. kategória volt az 1871-es kanpei-sa osztályozás szerint, és a kormányzattól pénzügyi támogatást is kapott. Azonban a többi szentély már nem kapott ilyen figyelmet, így azok végül tönkrementek. 1916-ban alapították meg az Okinava szentélyt, mint a prefektúra sintó szentélyét.
A mára kialakult vallásban fontos helyet kap a kamik (istenségek) és az ősök tisztelete, akiket az élet minden fontos eseményéről értesíteni kell a különféle rituálékon keresztül, amelyekkel a hívők szerint kapcsolatba lehet velük kerülni. A kamik ereje igen nagy, így képesek az emberek életébe beleavatkozni. A balszerencse okát gyakran ennek a kapcsolatnak az elhanyagolásában, illetve az ősök iránti tiszteletlenségben látják. Továbbra is a nők töltik be a papok szerepét, az élükön a főpapnő (noro) áll, aki az összes rituálét ismeri. Rajtuk kívül léteznek még varázslók (icsidzsamá) és jósok (sandzsinszó) is. Utóbbiak általában férfiak, és ők számítják ki a megfelelő napot a jeles eseményekhez, mint például a házépítés vagy a házasság. A vallási szertartások idejét holdnaptár segítségével számolják ki, a két legfontosabb ünnep a holdújév, illetve az Obon fesztivál, amikor a halottak néhány napra visszatérnek az élők közé.
A vallás több mitológiai lénnyel is rendelkezik, amelyek közül a legismertebbek a sisza és a kidzsimuna. A siszák sárkánykutyák, akik a házban lakókat védik a rossz szellemektől, így általában házakra, illetve azok bejáratához szokták őket rakni. Gyakran találhatóak meg párban is, ekkor az egyik szája nyitva, míg a másiké csukva látható. A hiedelem szerint a nyitott szájú a házba belépő férfi lelkét elveszi, és csak távozáskor adja neki vissza, hogy addig is békesség legyen odabent. A kidzsimunák 3-4 éves kinézetű szellemek, akik a hiedelem szerint a tengerparton élnek, és a tüzekkel hozhatóak kapcsolatba, időnként pedig megpróbálják ellopni a papírlámpásokban égő tüzet. Azonban nem tartják ártalmas lényeknek őket.

### Gasztronómia

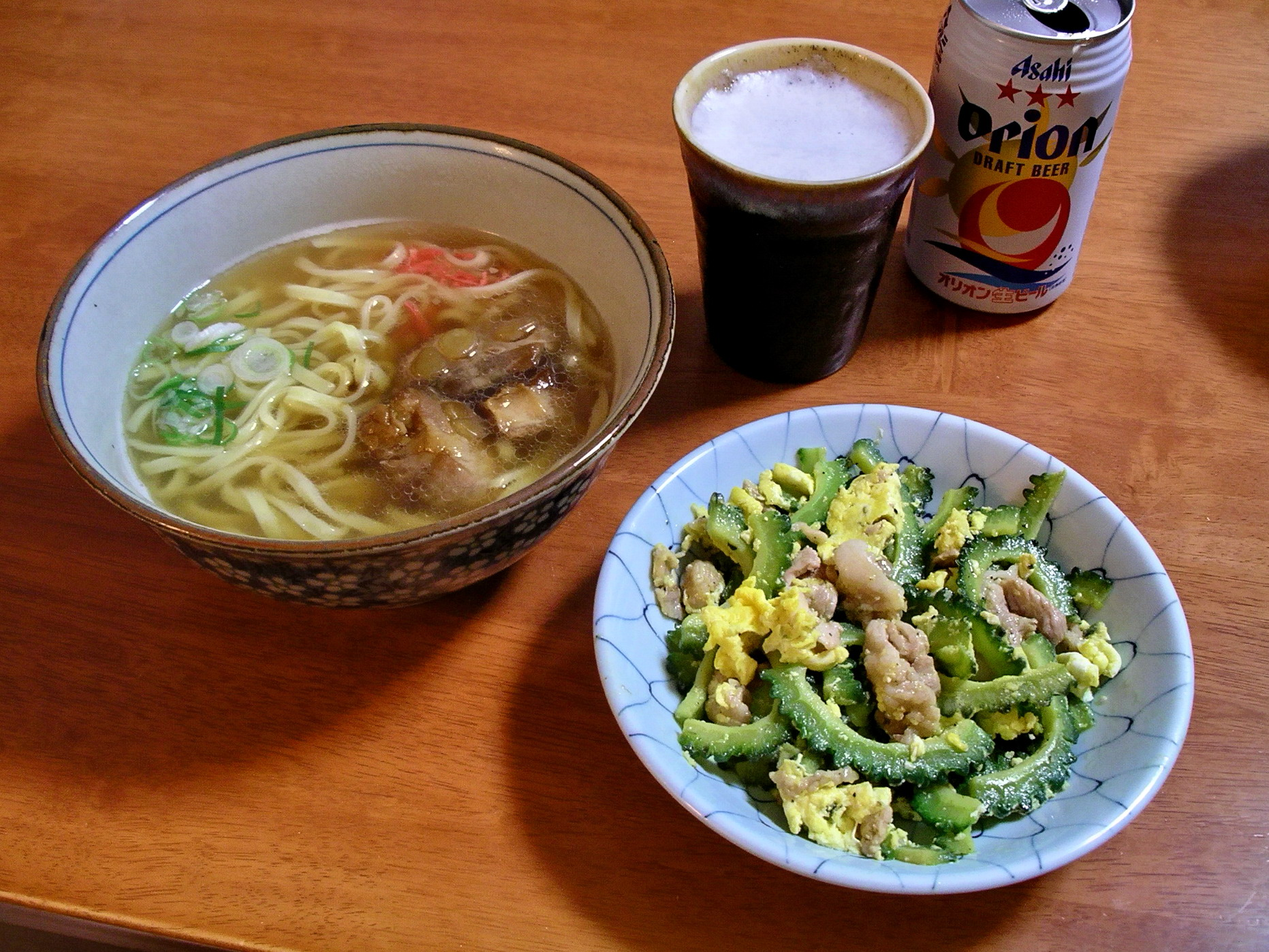
Tipikus okinavai ételek: jobboldalt goja csampurú, baloldalt az Okinava szoba tésztaleves helyben készített Orion sörrel

Az okinavai konyhán erősen érződik a japán illetve kínai hatás. Még a királyság korában történt meg ez a nagy behatás, amikor az udvarban kínai és japán származású szakácsok készítették el a pazar udvari étkeket, míg az egyszerű emberek a helyi növényekből és disznóhúsból főzték meg sajátjaikat. Ezekben az időkben gyakran küldtek Ázsia sok országába szakácsokat tanulni, hogy ha egy magas rangú külföldi vendég érkezik a szigetekre, akkor el tudják készíteni hazai ételeit.
A disznóhús mind a mai napig népszerű alapanyag az okinavai konyhában, aminek elterjedése maga is a kínai behatás bizonyítéka. A húson kívül a disznó belsőségeit is felhasználják az ételekhez. Szigetvilág lévén sok halat fogyasztanak a helyiek, azonban ez alatta marad a japán átlagnak. Emellett széles körben használják a tengeri hínárt ételeikben. A szomszédos vizeken fogott tengeri kígyókból is készítenek ételeket. Népszerű alapanyag még a helyiek által gojának nevezett uborkaszerű keserű dinnye is, amely igen keserű ízű, ám egészséges étel. Elkészítésének sok módja létezik, ilyen a főételként készített goja csampurú, de készítenek belőle jégkrémet, cukorkát és teát is.
Az okinavai konyha tápanyagban gazdag, alacsony zsírtartalmú és alacsony sótartalmú ételek, mint például a szója, zöldségek, gabonafélék és halak fogyasztását jelenti. Az étrend lényege nem a bevitt kalóriák számolása, hanem az, hogy az ember annyit egyen, amitől jóllakottnak érzi magát, anélkül, hogy elhízna. Arra épül, hogy a legtáplálóbb ételeknek van a legkisebb kalóriatartalma. Az egyik ilyen étel az Okinava szoba tésztaleves. Napjainkban sok dél-amerikai és amerikai étel is megtalálható a szigeteken, előbbi a bevándorlók, utóbbi az amerikai bázisok miatt. A helyi fiatalok körében pedig egyre népszerűbbé válnak a gyorséttermek.

### Zene

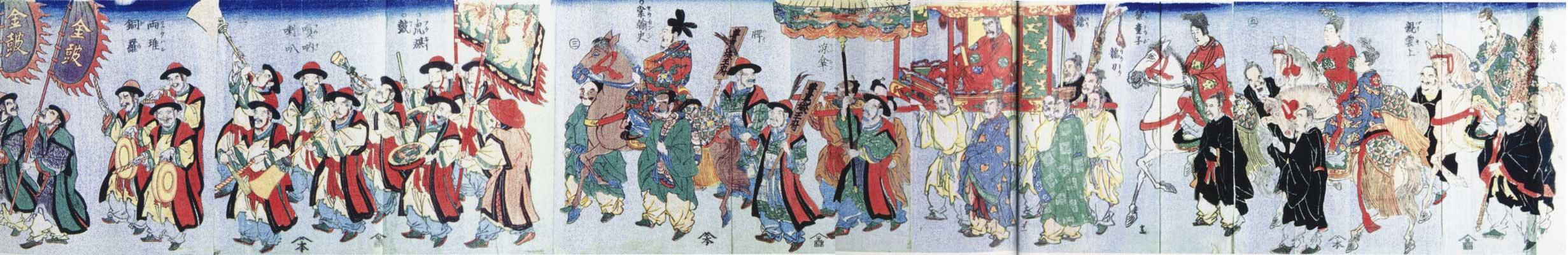
Rjúkjú királyi küldöttség Edóban. A zenészek udvari zenét játszanak

Az okinavai zene a 12. század végéig főleg szent dalokat jelentett, amelyeket imaként használtak a fontosabb eseményeken, például jó termésért fohászkodva. Ezeket a dalokat mind a mai napig használják a különféle kulturális fesztiválokon. A 14–15. században vettek át a szigetek lakói Kínától egy pengetős hangszert, amelynek a helyi neve szansin lett, és a japán samiszen előfutárának is tekinthető. A hangszer hamarosan a helyi zene igen fontos részévé vált. A 16. században jelent meg a 8-8-8-6 szótagos tagolás, amely hamarosan a helyi zene alapjává vált. Habár az új forma a rjúkjúi királyi udvarban jött létre, hamarosan elterjedt a vidéki emberek körében, akik átvették és addig használt népi, illetve szent dalaikba építették azt. 1532-ben készült el az Omoro Szósi című gyűjtemény, amely 22 kötetben mintegy 1144 önálló helyi költeményt és dalt tartalmaz. Ez volt az első mű a Rjúkjú Királyságban, amely megpróbálta összegyűjteni a helyi irodalmi és zenei műveket.
A 17. században a japán előadóművészetet igen jól ismerő zenészek segítségével jött létre a ma ismert rjúkjúi klasszikus zene, akik sok új vívmánnyal gazdagították a helyi zenét. Az új zenében három jelentős iskola jött létre: a Nomura-rjú, az Afuszo-rjú és a Tanszui-rjú. A klasszikus zene dalait a 6 kötetes Kun Kun Sibe gyűjtötték össze, amelynek első négy kötete mintegy 240 zeneszámot tartalmaz. A királyság időszakában jött létre az udvari zene, az uzagaku, amely szintén a klasszikus zenéhez sorolható. A zenéhez 19 féle hangszert használtak fel a zenészek. Ezt azonban csak a királyi udvarban, illetve külföldi látogatások idején játszották, így a népesség nagy részének nem volt alkalma megismerni. A japán hűbéressé válás után elterjedése után a japán stílusú zene nagy hatást gyakorolt.
1879, a királyság megszűnése után az udvari zenét nem játszották tovább. Azonban ebben az évben született meg a rjúkjúi opera, a kageki. A három legkorábbi rjúkjúi opera a Tumaiaka (1910), az Okujama-no-Botan és az Iedzsima Handugva volt. Az amerikai megszállás ideje alatt alakult ki a modern okinavai zene, a katonai bázisok környékén, ahol éjszakánként nyugati zenét játszottak a helyi előadók. Kina Sókicsi volt az első az 1970-es években, aki a helyi zenéket ötvözte a rockzenével, ami sok japán előadót a példája követésére ösztönzött. Az 1980-as évekre az okinavai rockzene népszerűvé vált egész Japánban. A Szadao Csina alapította Nénész nevű együttes 1991-es albuma pedig nagy hatást gyakorolt az akkor alakuló okinavai popzenére.

### Harcművészetek

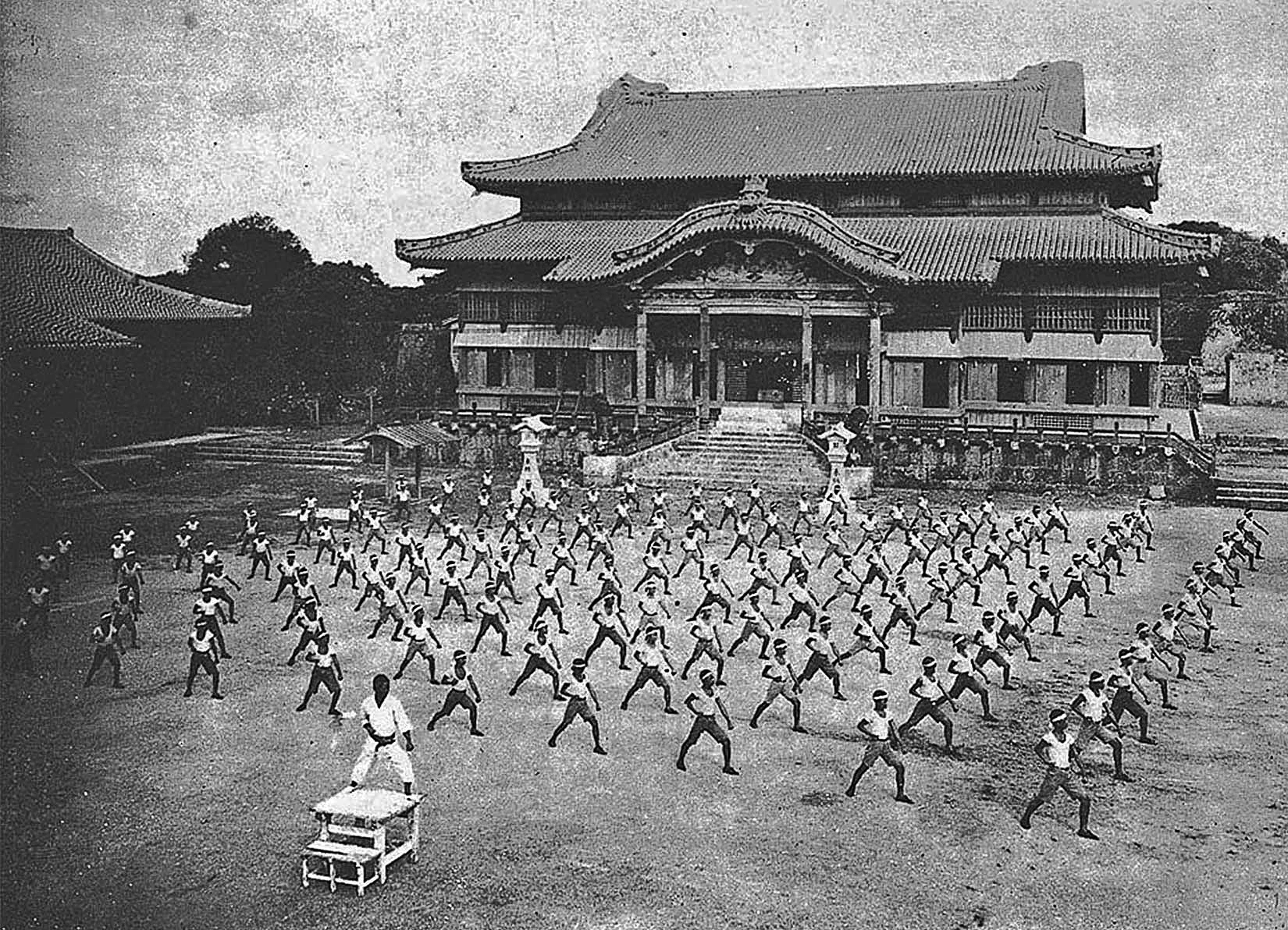
Karatézók a nahai Suri kastély előtt (1938)

A szigeteken többféle harcművészet alakult ki, ezek közül legismertebb a karate. Elterjedt harcművészetek még többek között a 
kobudó, a kutedó kempó és a tegumi, amelyeknek számos válfaja kialakult az idők folyamán.
A karate kialakulásában nagy szerepe volt a kungfu elődjének számító csüan fa nevű kínai harcművészetnek, amely a Kínával fenntartott kereskedelmi kapcsolatok révén jelent meg a szigetek területén, és igen nagy befolyást gyakorolt a helyi technikákra. A kínai császár által a szigetre telepített 36 családnak is nagy szerepe volt a csüan fa terjedésében. Só Sin király volt az első, aki betiltotta a fegyverviselést a béke megőrzése érdekében. 1609-ben a japán hódítók ugyanígy cselekedtek, és ez nagy lökést adott a karate és más harcművészetek fejlődésének. Azok ellenére történt így, hogy a japánok megtiltották a harcművészetek oktatását is, így a tudást csak titokban és szóban lehetett átadni. Ezzel együtt a helyi lakosság megtanulta hogyan használja fegyverként a szerszámokat is, mint például a sarlóra hasonlító kamát.
Az egyik legismertebb harcművész a 18. században Szakugava Kanga volt, aki Kínába utazott tanulmányozni a kempót, és visszatérte után a szigetre hozta a kutedó kempó és a kobudó tudását. Ezt követően számos harcművész vett részt az új harcművészetek fejlesztésében. 1867-ből fennmaradt feljegyzés szerint a kobudóból ekkor bemutatót tartottak Kume falujában. Innen származott Taira Sinken, aki Matajosi Sinkóval egy időben tett a kobudó népszerűsítéséért, és hozzájárult annak egész Japánban történő elterjedéséhez.
A különféle karate iskolák igen zártan és ellenségesen viselkedtek a többiekkel szemben, azonban a 20. századra a főbb iskolák kezdtek nyitottabbá válni. A kialakult technika neve eredetileg Okinava-te (okinavai kéz) volt, később azonban karate (üres kéz) névre keresztelték át. Funakosi Gicsin volt az, aki a harcművészetet népszerűsíteni kezdte Japánban. Először 1917-es útja során, majd 1922-től kezdve egész életét erre tette fel. Az amerikai megszállás idején az egyetlen be nem tiltott harcművészet volt ez, így az amerikai katonák számára is tartott bemutatókat, ami után lassan az egész világon elterjedt.